# أنيتا ماركس
أنيتا ماركس (بالإنجليزية: Anita Marks)‏ هي لاعب كرة قدم أمريكية أمريكية، ولدت في أبريل 1970.